# Träsksammetslöpare
Träsksammetslöpare (Chlaenius sulcicollis) är en skalbaggsart som först beskrevs av Gustaf von Paykull 1798.  Träsksammetslöpare ingår i släktet Chlaenius, och familjen jordlöpare. Enligt den finländska rödlistan är arten nationellt utdöd i Finland. Enligt den svenska rödlistan är arten sårbar i Sverige. Arten förekommer i Svealand och Nedre Norrland. Arten har tidigare förekommit i Götaland, Gotland och Öland men är numera lokalt utdöd. Artens livsmiljö är strandängar vid sötvatten.